# Беллакт
Волковы́сское ОАО «Беллакт» (Волковысский молочно-консервный комбинат детских продуктов; бел. Ваўкавыскае ААТ «Беллакт») — белорусская компания пищевой промышленности, расположенная в городе Волковыск Гродненской области.

## История
Строительство нового предприятия началось в 1967 году. Волковысский молочно-консервный комбинат детских продуктов начал работу в 1970 году. Комбинат входил в систему Министерства мясной и молочной промышленности СССР, в 1976 году награждён орденом Трудового Красного Знамени и вошёл во Всесоюзное промышленное объединение по производству молочно-консервной продукции и продуктов детского питания «Союзконсервмолоко». В 1977 году был введён в эксплуатацию цех по производству заменителя цельного молока. В 1986—1990 годах была проведена реконструкция предприятия совместно с французской компанией. В феврале 1991 года завод преобразован в арендное предприятие, в декабре того же года — в народное предприятие «Беллакт», в 1995 году — в открытое акционерное общество, в 1999 году — под современным названием.

## Современное состояние
Предприятие производит детские смеси, продукты прикорма, продукты для беременных и кормящих матерей, молоко, сливки, ряженку, кефир, сметану, творог, масло, йогурты, молочные каши, десерты и пасты десертные.